# Hovi Star
Hovav Sekulec (hebrejsko חובב סקולץ), znan pod umetniškim imenom Hovi Star (hebrejsko חובי סטאר), izraelski pevec *19. november 1986.

## Življenje
Hovav Sekulec se je rodil v Haifi. Tri leta je deloval v izraelskih obrambnih silah in je bil član godbe IDF. Hovi se je izšolal za frizerja in vizažista in je pripadnik LGBT skupnosti.

## Kariera
Leta 2009 je sodeloval v 7. sezoni oddaje Kokhav Noladin se uvrstil na sedmo mesto. Hovi je tudi večkrat posodil glas za več hebrejsko sinhroniziranih filmov.

### Pesem Evrovizije
Leta 2015 je sodeloval v oddaji HaKokhav HaBa La'Eirovision, ki služi kot izbor za izraelskega predstavnika na tekmovanju za Pesem Evrovizije. Na izboru je zmagal in postal evrovizijski predstavnik Izraela. Izrael je zastopal na tekmovanju za pesem Evrovizije 2016 v Stockholmu s pesmijo »Made of Stars«.
Hovi je nastopil v drugem polfinalu dne 12. maja in se v polfinalu uvrstil na sedmo mesto ter se kvalificiral v finale. V finalu se je uvrstil na 14. mesto.

## Diskografija

### Pesmi
- »משחק באש« (Playing with Fire) (2009)
- »בויפרנד« (Boyfriend) (2010)
- »Something That I Want« (2014)
- »Made of Stars« (2016)
- »Silver Spoon« (2019)